# Pont métro (Kiev)
Pour les articles homonymes, voir Pont et métro.
Le pont métro  (en ukrainien : Міст Метро) est un pont qui franchit le Dniepr à Kiev depuis 1965.
Il porte ce nom car une ligne du métro de Kiev y passe, en plus d'une route.

## Historique
L'ingénieur en chef du pont est l'ingénieur en génie civil Georgi Fuks et le pont est inauguré le 5 novembre 1965.
Le pont mesure 683 m de long, 28,9 m de large et s'élève à 20 m au-dessus de la rivière,. Il comprend deux niveaux dont celui du haut où circule le Métro d'où le nom du pont. Le niveau inférieur et sur les côtés correspond à la circulation routière et piétonnière avec deux de circulation et un large trottoir de chaque côté du pont. Le Pont Métro relie le centre de Kiev au massif situé de l'autre côté du Dniepr et à Roussanivka.

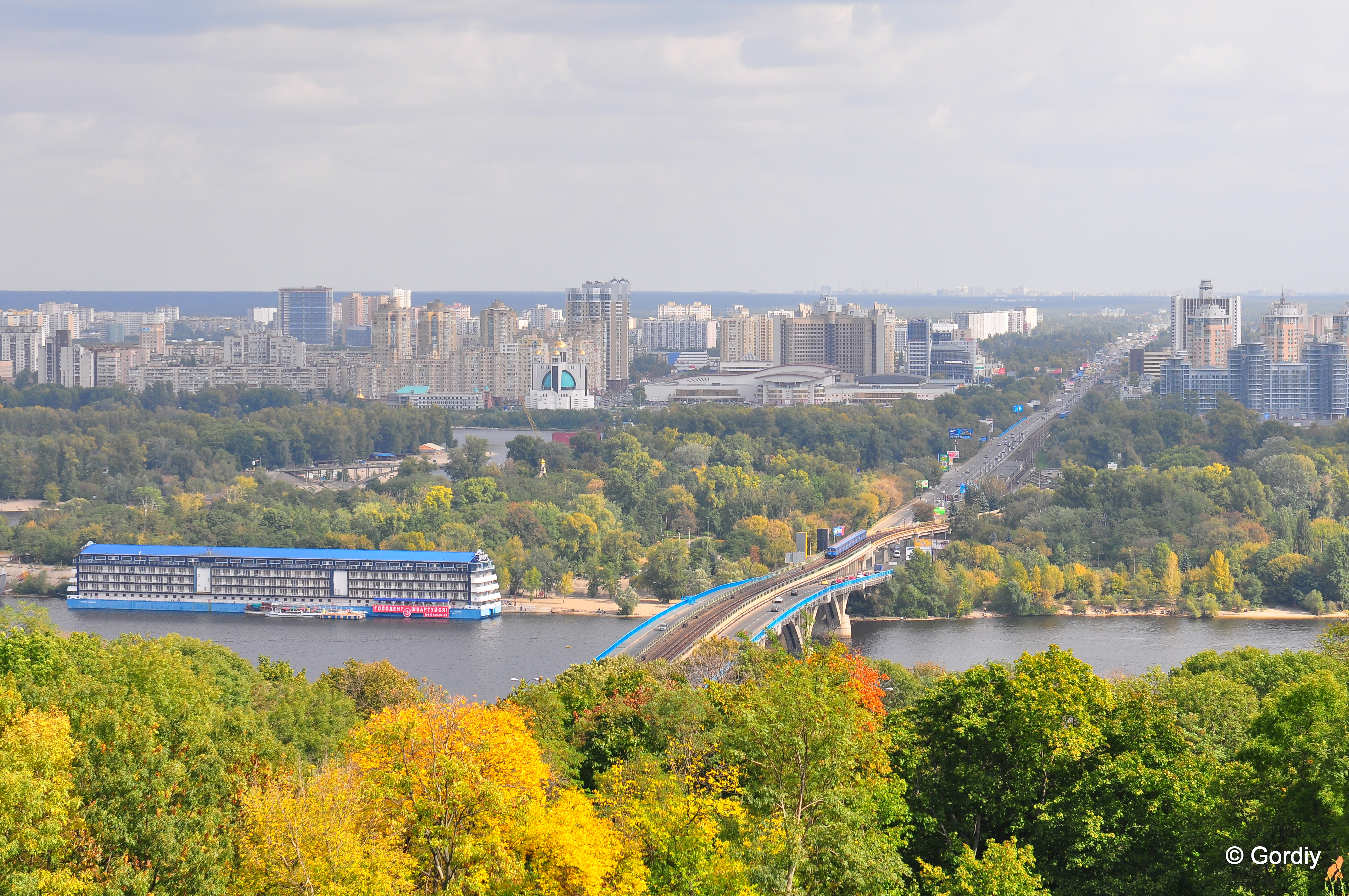
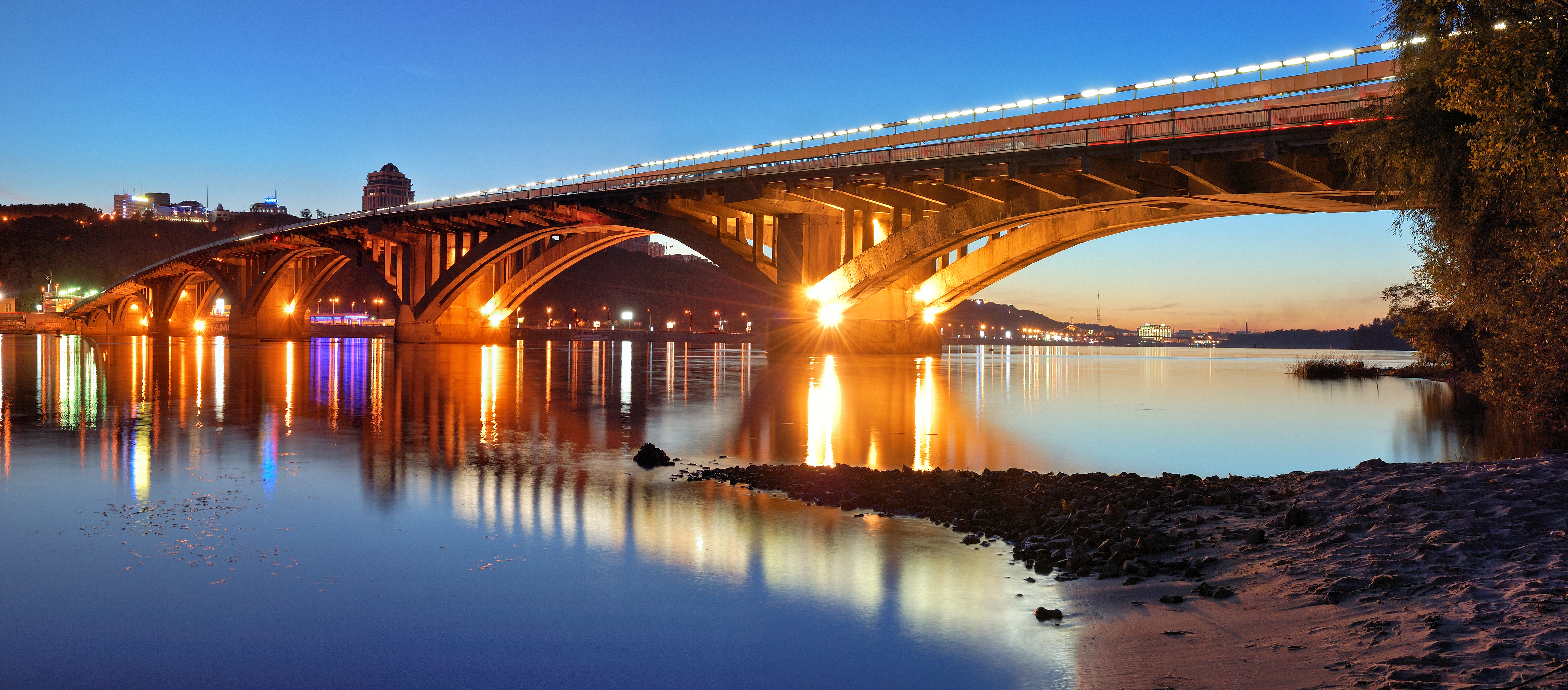
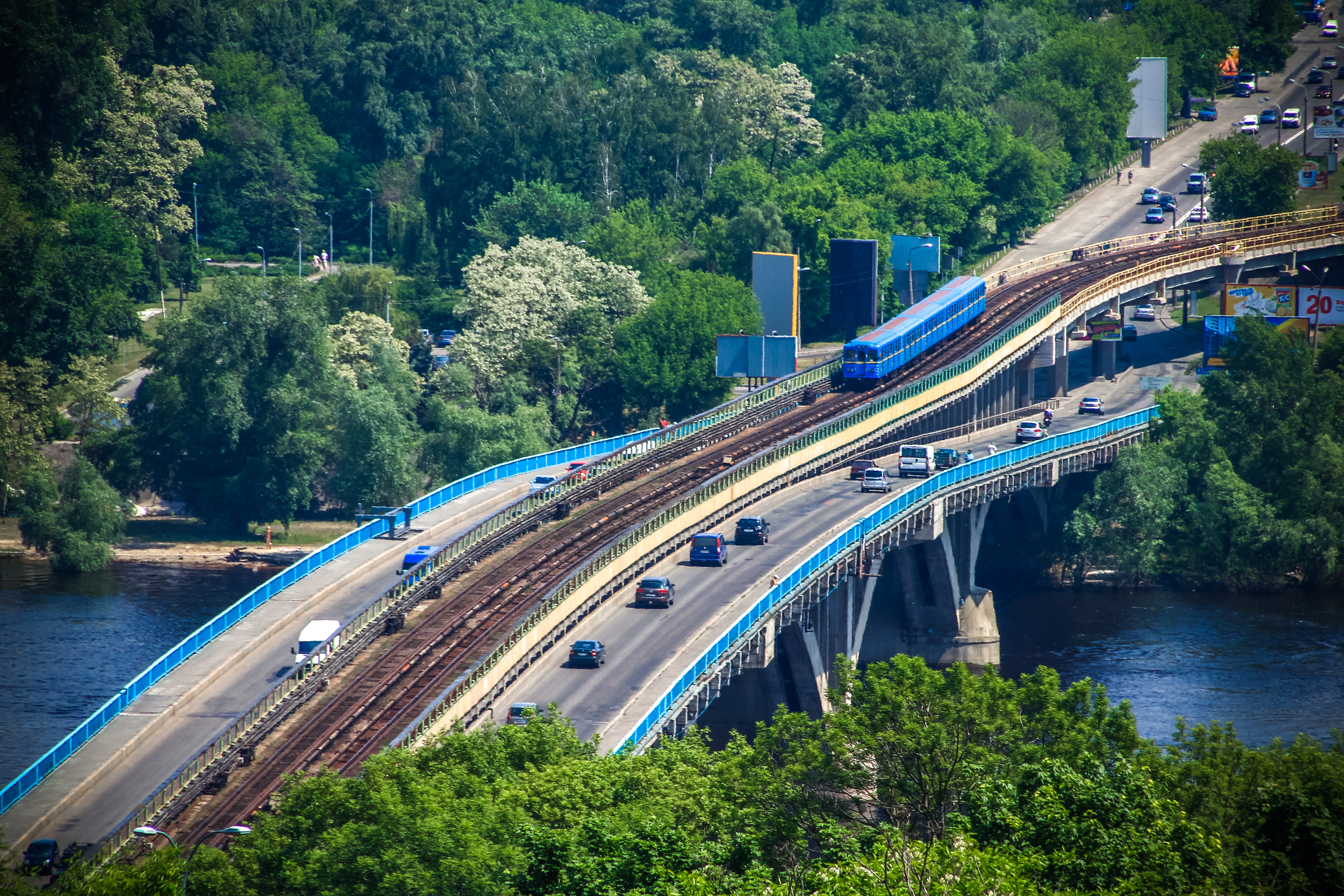
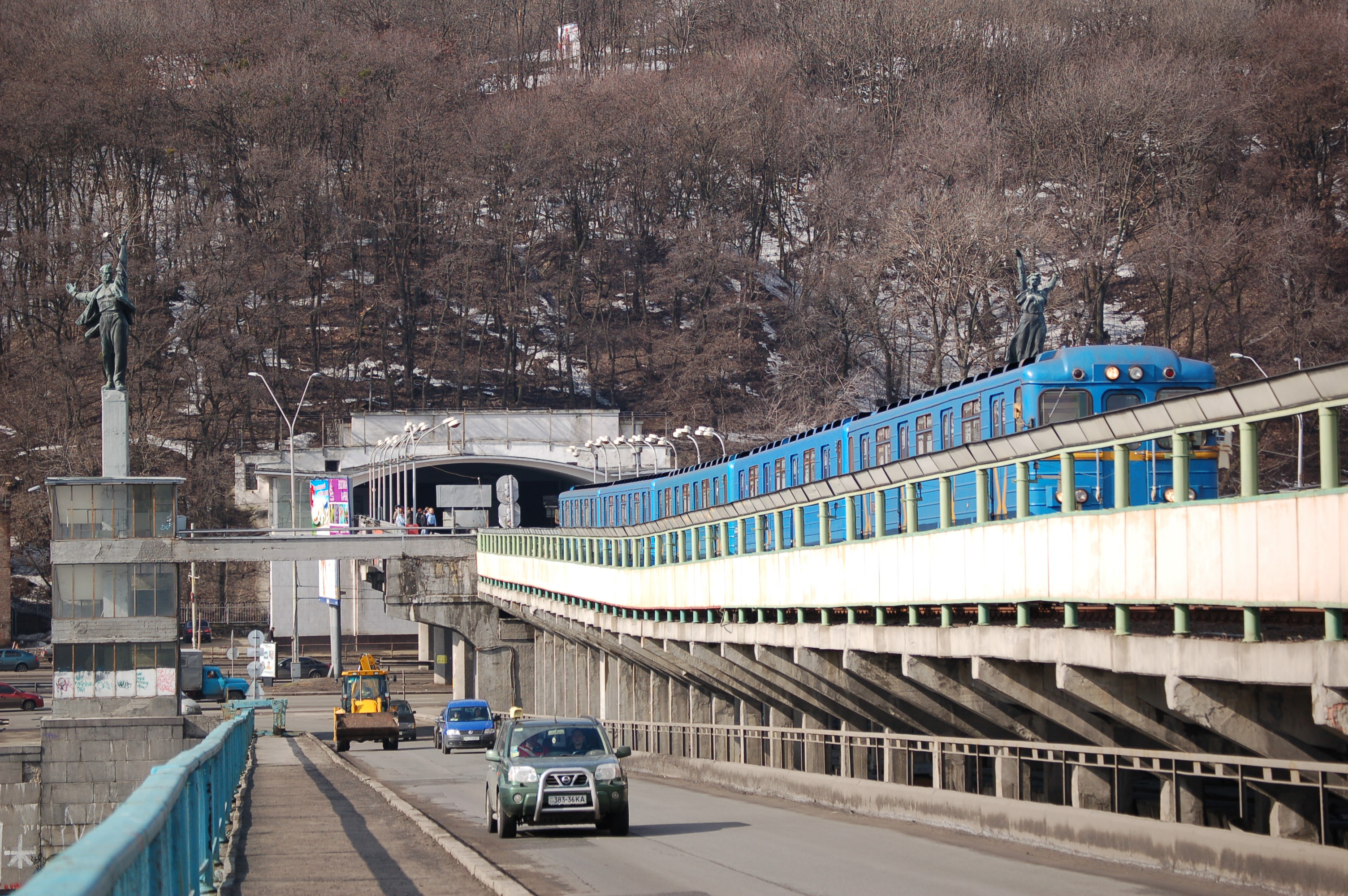
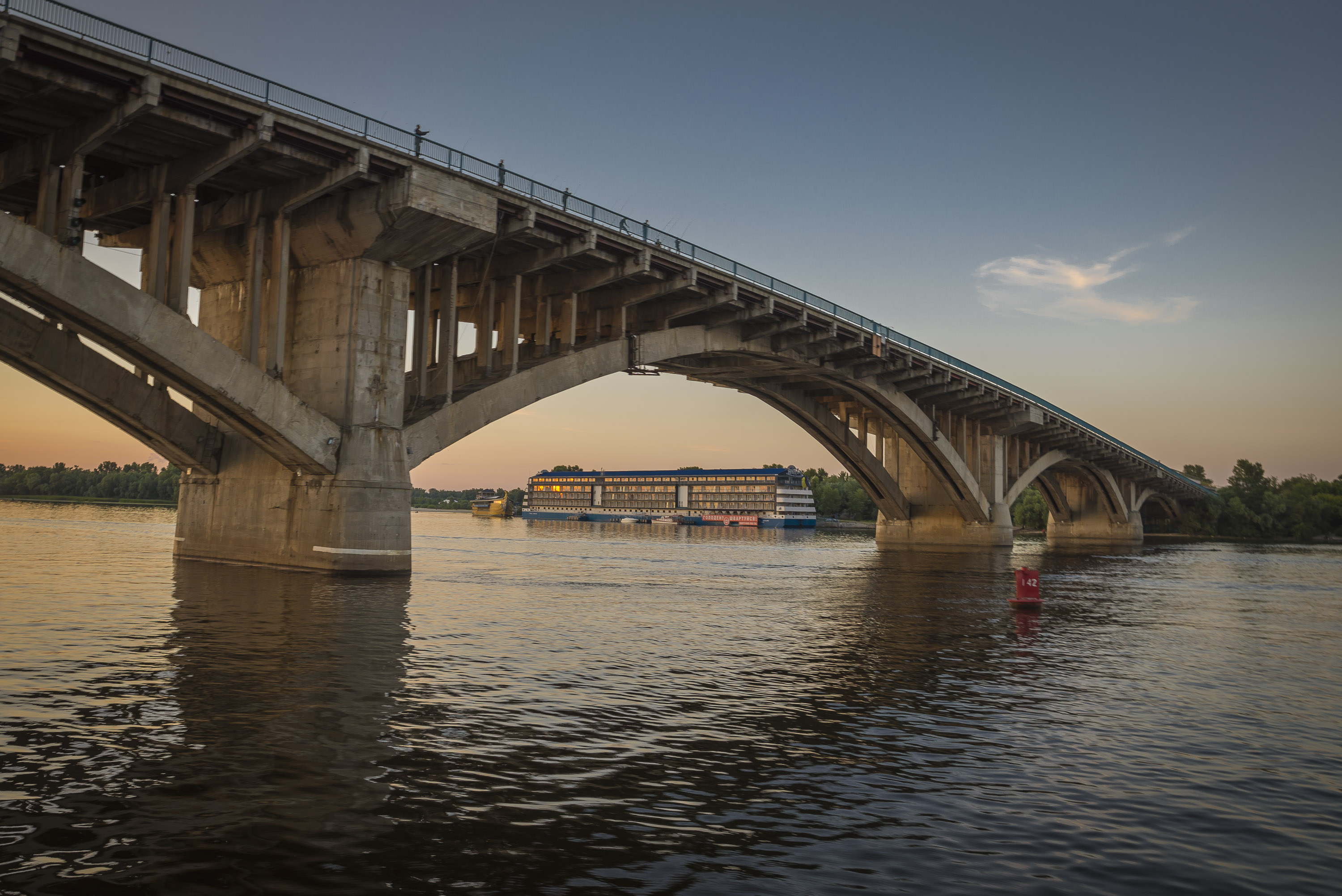
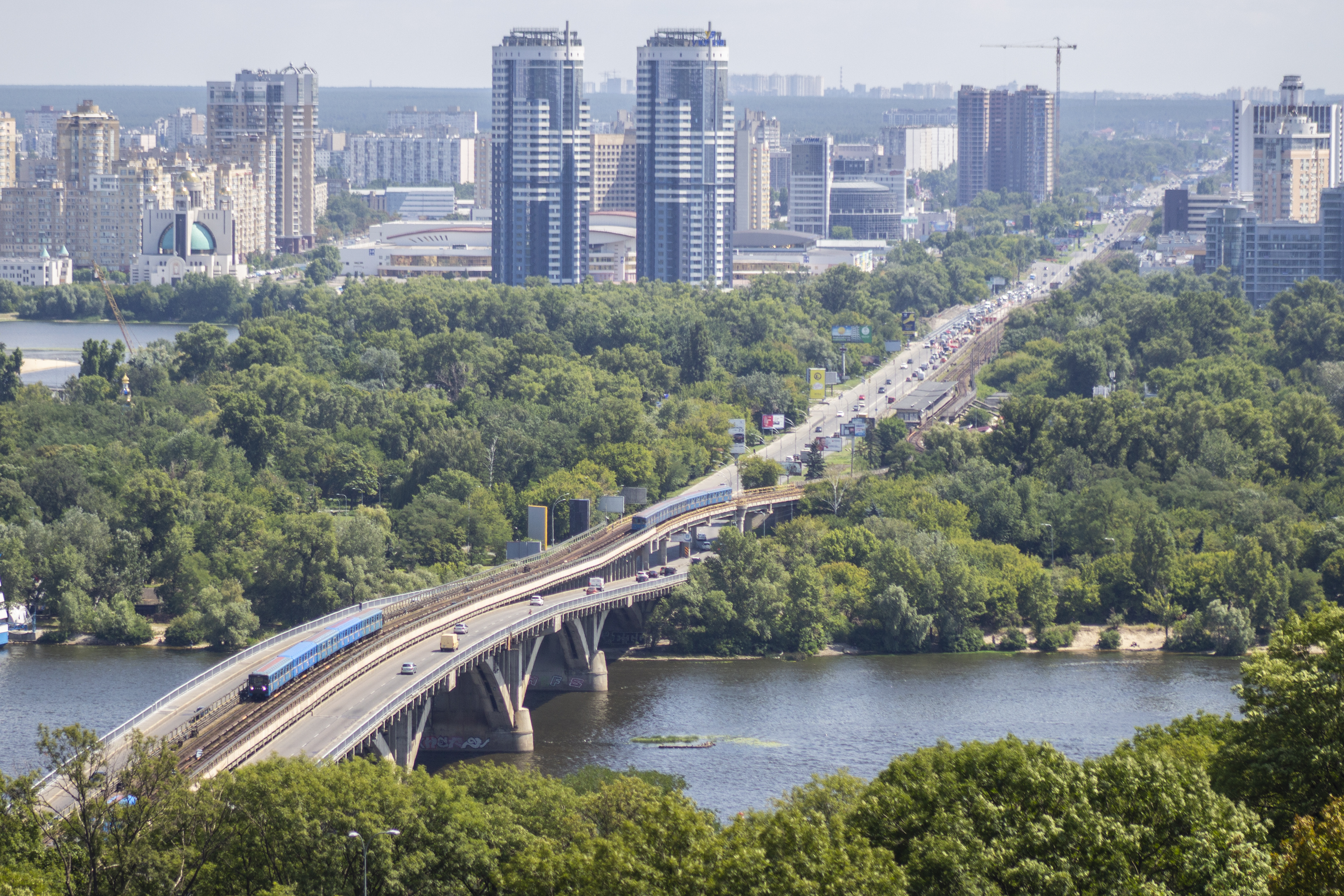